# Kestalan
Kestalan is een bestuurslaag in het regentschap Surakarta van de provincie Midden-Java, Indonesië. Kestalan telt 2636 inwoners (volkstelling 2010).